# Naczynie włosowate zatokowe

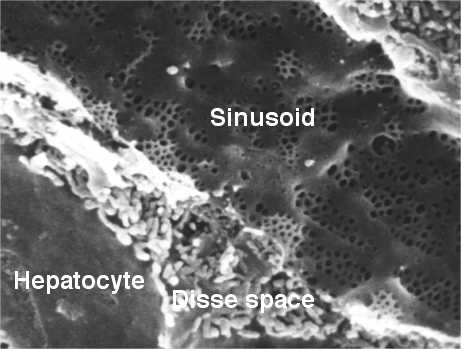
Wątroba szczura. Sinusoid – zatoka wątrobowa, Disse space – przestrzeń okołozatokowa, Hepatocyte – hepatocyt.

Naczynie włosowate zatokowe, zatoka, sinusoida, naczynie włosowate o ścianie nieciągłej – rodzaj włosowatych naczyń krwionośnych. Naczynia włosowate zatokowe charakteryzują się dużą średnicą (30–50 μm) i urozmaiconą, nieregularną budową ściany ze zwężeniami i rozszerzeniami. Błona podstawna jest nieciągła, przebita licznymi otworami, może też zupełnie nie występować. Komórki śródbłonka zawierają liczne pory, nieregularne szczeliny znajdują się także między jego komórkami. Dobrze przepuszczalna ściana z wieloma otworami i duża średnica spowalniająca przepływ krwi umożliwiają łatwą wymianę makrocząsteczek i komórek między krwią a tkankami.
U człowieka naczynia włosowate zatokowe występują w wątrobie, śledzionie, szpiku kostnym i niektórych gruczołach endokrynnych. W wątrobie (nazywane tam zatokami wątrobowymi) stanowią odgałęzienia gałęzi obwodowych międzyzrazikowej tętnicy wątrobowej i międzyzrazikowej żyły wrotnej. Tworzą gęstą siatkę w zrazikach wątroby, przechodząc pomiędzy wszystkimi blaszkami hepatocytów, następnie wpadają do żyły środkowej zrazika. Zatoki wątrobowe nie mają błony podstawnej, oparte są jedynie na delikatnej sieci włókien siateczkowych i mikrokosmkach hepatocytów. Pory w komórkach ich śródbłonka mają wielkość od 0,1 do 0,5 μm. Dzięki takiej budowie ich ścian przestrzeń między zatokami a hepatocytami (przestrzeń okołozatokowa) wypełnia się osoczem, a wymiana cząstek i cząsteczek między krwią a tkanką wątroby jest bardzo ułatwiona.